# Marathon de Tokyo 2015
Navigation
Édition précédente Édition suivante
Le Marathon de Tokyo de 2015 est la 9e édition du Marathon de Tokyo au Japon qui a eu lieu le dimanche 22 février 2015. C'est le premier des World Marathon Majors à avoir lieu en 2015. L'Éthiopien Endeshaw Negesse remporte la course masculine avec un temps de 2 h 6 min 0 s. Sa compatriote Berhane Dibaba s'impose chez les féminines en 2 h 23 min 15 s.

## Résultats

### Hommes
| Rang | Athlète           | Nationalité | Temps          |
| ---- | ----------------- | ----------- | -------------- |
|      | Endeshaw Negesse  | Éthiopie    | 2 h 6 min 0 s  |
|      | Stephen Kiprotich | Ouganda     | 2 h 6 min 33 s |
|      | Dickson Chumba    | Kenya       | 2 h 6 min 34 s |
| 4    | Shumi Dechasa     | Bahreïn     | 2 h 7 min 20 s |
| 5    | Peter Some        | Kenya       | 2 h 7 min 22 s |
| 6    | Markos Geneti     | Éthiopie    | 2 h 7 min 25 s |
| 7    | Masato Imai       | Japon       | 2 h 7 min 39 s |
| 8    | Tsegaye Kebede    | Éthiopie    | 2 h 7 min 58 s |
| 9    | Hiroaki Sano      | Japon       | 2 h 9 min 12 s |
| 10   | Benjamin Ngandu   | Kenya       | 2 h 9 min 19 s |

### Femmes
| Rang | Athlète                | Nationalité | Temps           |
| ---- | ---------------------- | ----------- | --------------- |
|      | Berhane Dibaba         | Éthiopie    | 2 h 23 min 15 s |
|      | Helah Kiprop           | Kenya       | 2 h 24 min 3 s  |
|      | Tiki Gelana            | Éthiopie    | 2 h 24 min 26 s |
| 4    | Selly Kaptich Chepyego | Kenya       | 2 h 26 min 43 s |
| 5    | Flomena Cheyech        | Kenya       | 2 h 26 min 54 s |
| 6    | Yeshi Esayias          | Éthiopie    | 2 h 30 min 15 s |
| 7    | Madoka Ogi             | Japon       | 2 h 30 min 25 s |
| 8    | Albina Mayorova        | Russie      | 2 h 34 min 21 s |
| 9    | Yukari Abe             | Japon       | 2 h 34 min 43 s |
| 10   | Yumiko Kinoshita       | Japon       | 2 h 35 min 49 s |

### Fauteuils roulants (hommes)
| Rang | Athlète | Nationalité | Temps |
| ---- | ------- | ----------- | ----- |
|      |         |             |       |
|      |         |             |       |
|      |         |             |       |

### Fauteuils roulants (femmes)
| Rang | Athlète | Nationalité | Temps |
| ---- | ------- | ----------- | ----- |
|      |         |             |       |
|      |         |             |       |
|      |         |             |       |